# OGLE-2005-BLG-390Lb
OGLE-2005-BLG-390Lb は、恒星OGLE-2005-BLG-390Lを公転する太陽系外惑星である。地球から 21,500 ± 3,300 光年離れた、天の川銀河の中心付近に位置する。2006年1月25日に PLANET/RoboNet (Probing Lensing Anomalies Network/Robotic Telescope Network)、OGLE (Optical Gravitational Lensing Experiment)、MOA (Microlensing Observations in Astrophysics) が、2006年1月現在、人類が発見したなかで最も地球に似た系外惑星であるとして発見を公表した。

## 物理的特徴
OGLE-2005-BLG-390Lbは中心の恒星からの平均距離が 2.0 から 4.1 auである。これは太陽系でいうと火星と木星の間に相当する。値の範囲は測定と計算の誤差によるものであり、近日点と遠日点ではない。離心率を含め、多くの軌道要素は未だ知られていない。この惑星が発見される以前は、0.15 auより大きい公転半径を持つ小型の系外惑星は知られていなかった。この惑星は10年かけて恒星を一周する。
OGLE-2005-BLG-390Lbの主星OGLE-2005-BLG-390Lは赤色矮星である可能性が高いと考えられているが、白色矮星である可能性もあり、ごくわずかであるが中性子星かブラックホールである可能性もある。その正体が何であるにせよ、太陽にくらべわずかなエネルギーしか放射していない。位置はさそり座の赤経17h 54m 19.2s、赤緯-30°22' 28"（元期J2000）。

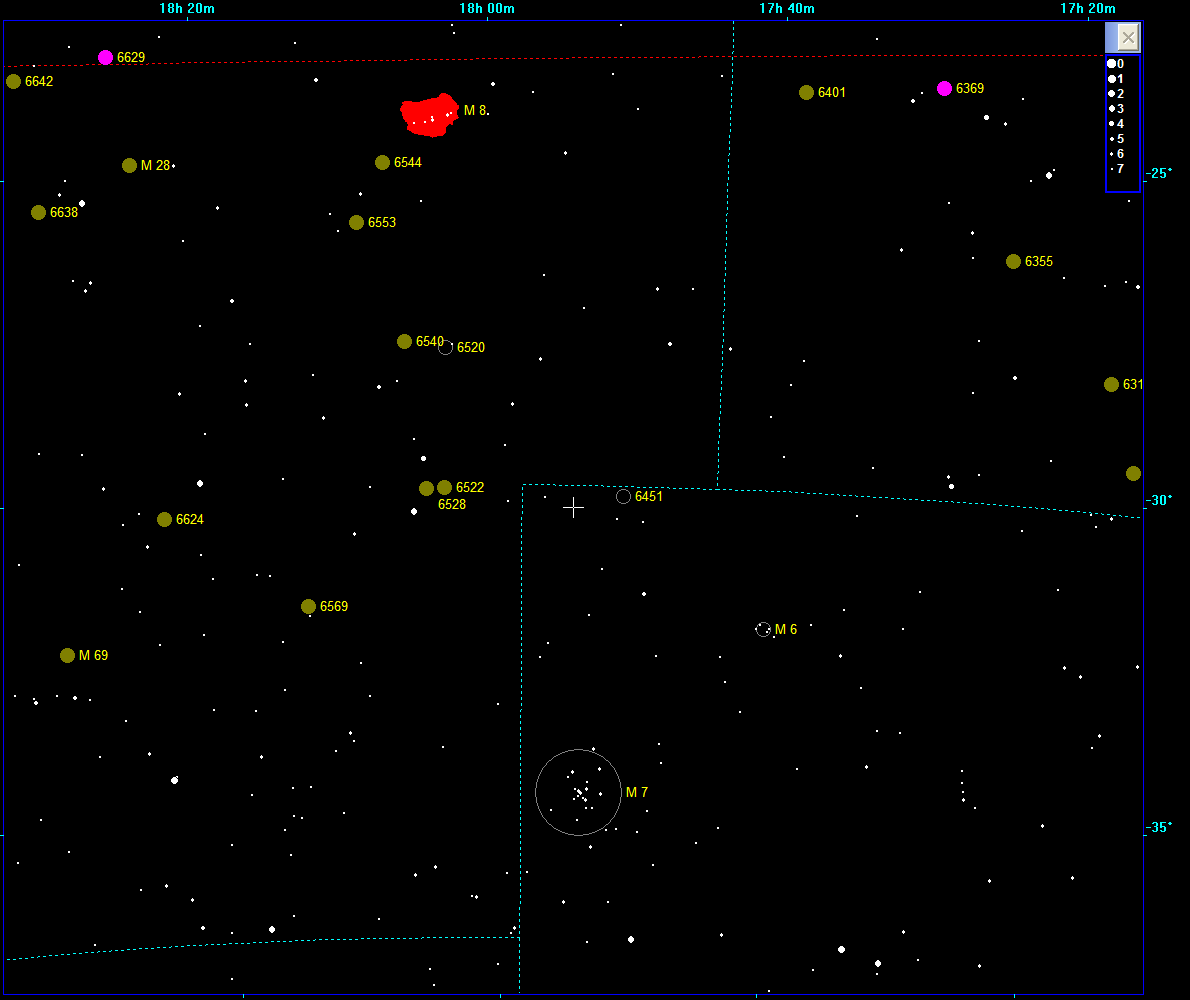
OGLE-2005-BLG-390Lbの位置
画面中央に十字で示した。さそり座に位置し、いて座との境界にも近い。

惑星の質量は地球の5倍程度と見積もられている。天文学者の中には、この惑星は地球のような岩石の核を持つ惑星であり、希薄な大気を持つと推測するものもいる。OGLE-2005-BLG-390Lの温度と距離から、惑星の表面温度は53K（-220℃）と考えられている。この温度では、地球では液体、あるいは気体で存在する水、アンモニア、メタン、窒素などはすべて凍ってしまう。もし岩石型惑星でないのなら、天王星のような冷たい氷惑星だろう。
この惑星が重要なのは、その大きさや組成ではなく、小さくて恒星から離れた惑星が発見できたという事実である。小さいという点では、この惑星以前に発見されたグリーゼ876dという惑星があるが、これは恒星のすぐそばに存在し、公転周期はわずか3地球日である。この惑星はそれまで発見された惑星と違い、小さく、かつ公転半径が大きいという点で、これまで発見された系外惑星に類を見ない。

## 発見
2005年8月10日、チリにあるESOのラ・シヤ天文台で、デンマークの保有する1.54mの望遠鏡が、惑星の存在を示す徴候を検出した。この望遠鏡はPLANET/RoboNetの重力マイクロレンズキャンペーンによって使われていた望遠鏡ネットワークの一部であった。この観測を引き継ぐ形で、オーストラリア西部にあるパース天文台の0.6m望遠鏡によって追跡観測が行われデータが集められた。
遠くの光源から発せられた光が、観測者から見て手前にある天体の重力場によって集められ明るく見える現象を重力レンズ効果という。一般的な重力レンズ現象は遠くの銀河の光を別の銀河が集めるという非常にスケールの大きい現象をさすが、重力マイクロレンズとは、手前の天体が恒星や惑星などの比較的小さい質量しかもたない場合に使われる言葉である。手前の天体（主星）が惑星を持つ場合、惑星が光源と観測者の間を横切るときにも重力レンズ現象が起こるため、主星による増光現象のグラフを拡大すると、そのなかに惑星による増光を示すグラフが棘のような形でまぎれ込む。このグラフを解析することによって今回のように惑星を発見することができる。
PLANET/RoboNetのキャンペーンでは、ポーランドのOGLEまたは日本とニュージーランドのMOAによって報告された重力マイクロレンズ現象を多くの望遠鏡で観測することによって惑星を探す。OGLE-2005-BLG-390Lbの場合、OGLEが検出し、早期警戒システムにより報告されたOGLE-2005-BLG-390というマイクロレンズ現象を、PLANETのチームが追跡観測と分析を行うことで惑星が存在する証拠を発見した。
PLANETのチームはOGLE-2005-BLG-390Lの重力マイクロレンズ現象を2週間にわたって観測し、この期間に15%の増光が12時間にわたり観測された。これにより惑星の質量と恒星からの距離が算出された。